# Ladislav Štípek
Ladislav Štípek född 1925 i Prag, död 13 februari 1998 i Barcelona) är en före detta tjeckoslovakisk bordtennisspelare. 
Han spelade sitt första VM 1947 och 1963, 16 år senare sitt 12:e och sista.
Under sin karriär tog han 19 medaljer i Bordtennis VM; 5 guld, 7 silver och 7 brons. De tyngsta titlarna var de tre i dubbel med Bohumil Váňa 1948 och Ivan Andreadis 1955 och 1957.

## Tränarkarriär
Efter att spelarkarriären var över arbetade han som tränare i Tjeckoslovakin, Peru och som chefstränare för spanska landslaget. 1987 flyttade han till Spanien.

## Halls of Fame
- 1995 valdes han in i International Table Tennis Foundation Hall of Fame.

## Meriter
- Bordtennis VM
  - 1947 i Paris
    - 3:e plats dubbel (med Vaclav Tereba)

  - 1948 i London
    - 1:a plats dubbel (med Bohumil Váňa)
    - 1:a plats med det tjeckoslovakiska laget

  - 1949 i Stockholm
    - 2:a plats dubbel (med Bohumil Váňa)
    - 2:a plats med det tjeckoslovakiska laget

  - 1950 i Budapest
    - 3:e plats dubbel (med Bohumil Váňa)
    - 3:e plats mixed dubbel (med Eliska Krejcová-Furstová)

  - 1951 i Wien
    - 3:e plats dubbel (med Frantisek Tokar)
    - 1:a plats med det tjeckoslovakiska laget

  - 1953 i Bukarest
    - 3:e plats singel

  - 1954 i London
    - 2:a plats med det tjeckoslovakiska laget

  - 1955 i Utrecht
    - 1:a plats dubbel (med Ivan Andreadis)
    - 3:e plats mixed dubbel (med Eliska Krejcová-Furstová)
    - 2:a plats med det tjeckoslovakiska laget

  - 1956 i Tokyo
    - 2:a plats dubbel (med Ivan Andreadis)
    - 2:a plats med det tjeckoslovakiska laget

  - 1957 i Stockholm
    - 1:a plats dubbel (med Ivan Andreadis)
    - 3:e plats med det tjeckoslovakiska laget

  - 1959 i Dortmund
    - 2:a plats dubbel (med Ludvik Vyhnandovsky)

- Bordtennis EM
  - 1958 i Budapest
    - 1:a plats dubbel (med Ludvik Vyhnandovsky)
    - 2:a plats med det tjeckoslovakiska laget

  - 1960 i Zagreb
    - Kvartsfinal i mixed dubbel